# Mühlbach (Bad Neustadt an der Saale)

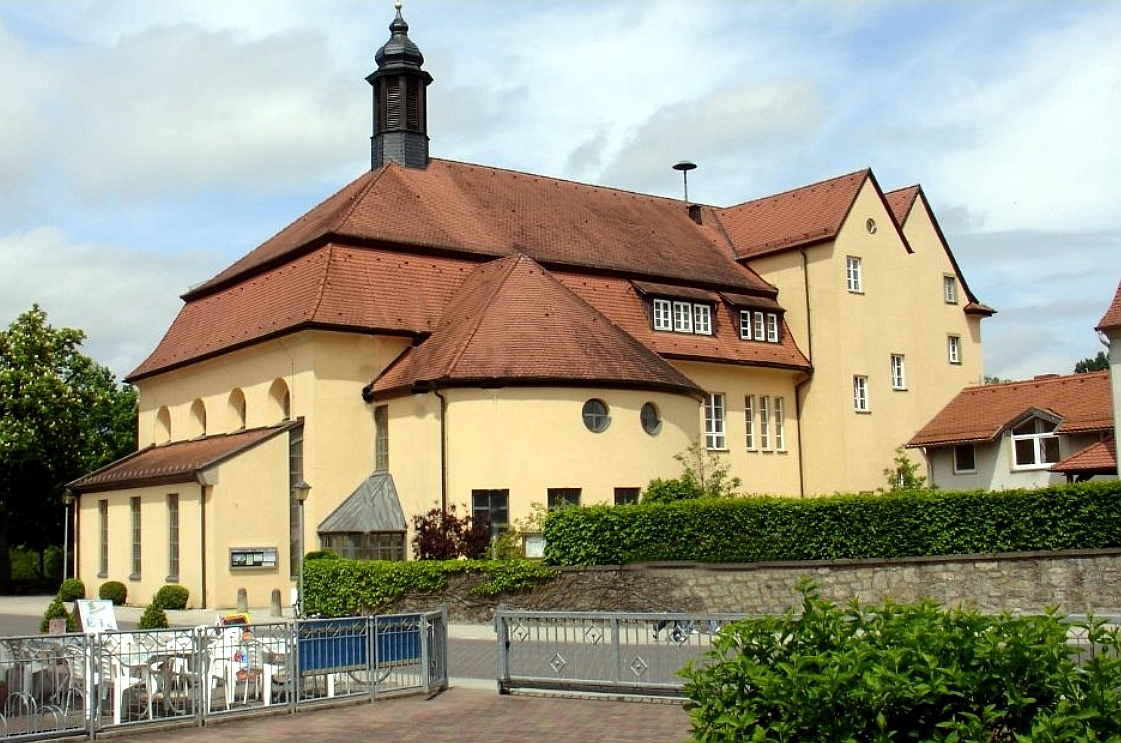
Klosterkirche Heilige Familie

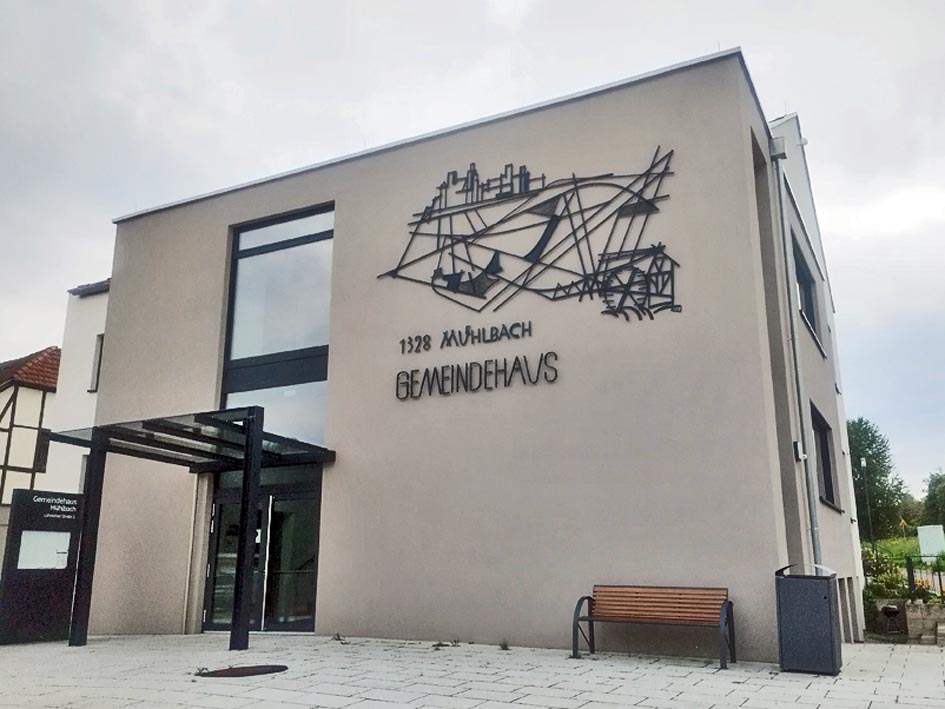
Ehemaliges Rathaus (2023)

Das Kirchdorf Mühlbach ist ein Gemeindeteil der Kreisstadt Bad Neustadt an der Saale im unterfränkischen Landkreis Rhön-Grabfeld in Bayern.

## Geschichte
Die Gründung des Ortes wird für das Jahr 1283 angenommen. Eine Zehntverleihung in diesem Jahr an des Klosters Bildhausen geht auf dieses Jahr zurück. In den Jahrhunderten darauf war das Dorf immer wieder Gegenstand von Lehnsstreitigkeiten. Ein Zentrum der Streitigkeiten war die Mühlbacher Mühle.
Wichtigster Wirtschaftsfaktor war die Landwirtschaft mit Malzanbau als Zentrum das „Goppschen Schlößle“. Nach dessen Insolvenz 1925 entstand dort ein Haus der Missionare von der Heiligen Familie. Mitten im Ort steht die Mühlbacher Mühle. Ab den 1950er Jahren entwickelte sich immer mehr das Baugebiet „Grasberg“ in Richtung der Nachbargemeinde Salz. Ab dem 1. Januar 1972 wurde Mühlbach im Zuge der Gebietsreform in Bayern nach Bad Neustadt eingegliedert.

## Einwohnerentwicklung
"Mühlbach zählte 1814/15 30 Familien mit 103 Personen (alle katholisch).
1840 114; 1852 119; 1855 125; 1861 126; 1875 160; 1880 133; 1885 135; 1895 136; 1900 127; 1905 134; 1910 130; 1919 139; 1925 160; 1933 209; 1939 281; 1946 357; 1950 315; 1952 304; 1957 537; 1962 846; 1970 956."